# Infosperber
Infosperber (Eigenschreibweise infosperber) ist ein Schweizer Nachrichtenportal. Das Portal bezeichnet sich selbst als Online-Zeitung, wird täglich aktualisiert und ist kostenlos zugänglich. Herausgeberin ist die gemeinnützige «Schweizerische Stiftung zur Förderung unabhängiger Information» (SSUI).

## Entstehung
Das Nachrichtenportal wurde von dem ehemaligen TV-Journalisten Urs P. Gasche mit einigen Mitstreitern mit 150'000 Franken Stiftungskapital ins Leben gerufen und ist seit dem 21. März 2011 online. Die verantwortliche Redaktion besteht aus Hannes Britschgi (Leitung), Urs P. Gasche, Martina Frei, Pascal Sigg, Esther Diener-Morscher, Marco Diener und Barbara Jud. (Stand 2. Juli 2025).
Zu den regelmässig Schreibenden gehören Andreas Zumach, Rainer Stadler, Bernd Hontschik, Josef Estermann und Romeo Rey sowie Silvia Henke und Heribert Prantl.

## Inhalt
Unter dem Motto «sieht, was andere übersehen» hat das Portal als publizistische Zielsetzung die Ergänzung zu grossen etablierten Informations-Medien. Zielpublikum sind Entscheidungsträger in Gesellschaft, Wirtschaft und Politik sowie alle, die ergänzende Informationen zu den grossen Medien suchen. Infosperber will die grossen Informations-Medien nicht konkurrenzieren, sondern diese ergänzen.
Inhaltlich sieht Infosperber folgende Themen im Vordergrund: Grundrechte, Finanzsystem und Verschuldung, Klima-, Energie- und Verkehrspolitik, Lobbying, Sozialpolitik, Wachstums- und Gesundheitspolitik, Konsum und Werbung, Medien und geopolitische Auseinandersetzungen.

## Formales
Der formale Redaktionssitz ist in Spiegel (Gemeinde Köniz) bei Bern, die Mitglieder der Redaktionsleitung arbeiten im Home-Office. Infosperber ist eine gemeinnützige Plattform.
Infosperber finanziert sich fast ausschliesslich mit Spenden an die gemeinnützige Stiftung SSUI.
Journalisten im Berufsalter erhalten Löhne oder bescheidene Honorare. Pensionierte schreiben unbezahlt oder zu reduziertem Honorar. Alle nicht-redaktionellen Aufgaben wie Buchhaltung, Marketing, IT-Unterstützung, Übersetzungen und Korrekturen erledigen Engagierte der Leserschaft unbezahlt.
Infosperber gewährt freie Nutzungsrechte. Die Weiterverbreitung der Texte ist kostenfrei erlaubt, sofern sie integral ohne Kürzung und mit Quellenangaben verbreitet werden.

## Entwicklung/Rezeption
Infosperber ging am 21. März 2011 online und hat sich seitdem kontinuierlich entwickelt. Im Jahr 2023 verzeichnete die Plattform nach eigenen Angaben im Durchschnitt täglich 25'000 Besucher, wobei Zugriffe über mobile Geräte (via Infosperber-App) nicht gezählt sind.
Der Newsletter des Portals hatte über 14'000 Abonnenten. Bei Facebook hatte Infosperber rund 8400 Follower.
Zum fünfjährigen Jubiläum im Jahr 2016 schrieb Die Wochenzeitung, Infosperber habe sich als wichtige Ergänzung zum medialen Mainstream etabliert. Problematisch sei jedoch, dass seine meist hoch spezialisierten Autoren ihre Themen nach Belieben dominieren würden. So kritisierte zum Beispiel Philipp Löpfe die seiner Meinung nach «unsäglich einseitige Pro-Putin-Berichterstattung» seines Infosperber-Kollegen Helmut Scheben zum Russisch-Ukrainischen Krieg seit 2014. Da seine Kritik keine Wirkung zeigte, beendete Löpfe seine Mitarbeit beim Infosperber.
2018 bezeichnete Das Magazin vom Tages-Anzeiger Infosperber als «ein Forum für Altlinke mit Faible für Verschwörungstheorien».
2019 reihte der Amerikanist und Verschwörungstheorieforscher Michael Butter Infosperber ein in die alternativen Medien wie KenFM, Telepolis, NachDenkSeiten oder Rubikon, die alle eine Gegenöffentlichkeit zu den traditionellen Qualitätsmedien und dem öffentlich-rechtlichen Rundfunk bilden würden. Sie bedienten Verschwörungstheorien wie die von der «Lügenpresse» und verkauften diese als seriöse Nachrichten.
Im Mai 2020 schrieb die Medienwoche, dass Infosperber viel Zuspruch in sogenannten «Alternativmedien» und unter Verschwörungstheoretikern finde und seine «inzwischen zahlreichen Verbindungen» zu jenen selber nicht sehen wolle. Infosperber sehe sich als «Zweitmedium» und erlaube sich daher «selektive Positionsnahmen», dies in der Annahme, bestens aus etablierten Medien informierte Leser anzusprechen. Der Autor benennt problematische Beispiele von Christian Müller («bringt Themen zusammen, die vor allem dann miteinander zu tun haben, wenn man überall Bezüge sieht») und Helmut Scheben, welcher mitunter «die weitesten Bögen» schlage. Die Medienwoche bescheinigte Infosperber «viele gute bis hervorragende Beiträge» mit Beispielen von Frank Garbely und Hanspeter Guggenbühl. Die Redaktion von Infosperber reagierte mit einer Gegendarstellung.
Die Kommunikationswissenschaftlerin Lisa Schwaiger rechnet in ihrer Dissertation über Alternativmedien im deutschsprachigen Raum den Infosperber dem Typus der «seriösen Alternative» zu: Hier gehe es darum, ihrem Publikum vertiefte Recherchen in hoher Professionalität anzubieten, die es in den ihres Erachtens kommerzialisierten Mainstreammedien nicht finden würden.
Im März 2022 entliess Infosperber seinen langjährigen Russland-Mitarbeiter Christian Müller, der bis dahin zur verantwortlichen Redaktion gehörte. Gemäss Mitteilung des Infosperber hat er [u. a. auch] im Kommentar vom 26. Februar dem Westen die alleinige Schuld am russischen Überfall auf die Ukraine zugewiesen und, wie schon seit längerem, es unterlassen, die Politik von Putin kritisch zu analysieren.
Am 1. Juli 2025 wurde Hannes Britschgi zum Präsidenten der SSUI gewählt. Er übernahm gleichzeitig auch die Leitung der Redaktion von Urs P. Gasche. Gasche bleibt Mitglied des Stiftungsrats und wird sich publizistisch weiter für Infosperber engagieren.